# Andreu Dupuy
Andrieu Dupuy (La Vit, 31 d'octubre de 1928 - Montpeller, 17 de març de 2018) fou un historiador i enciclopedista occità.

## Biografia
Fill de pagesos, als setze anys decideix que vol ser historiador. Escriví sobre Lomanha i també sobre Occitània i occitans famosos: Fermant, D'Astros, etc. La seva obra més coneguda és la Petite encyclopédie occitane. Fundà l'associació La Lomagne mémoire pour demain i, el 1996, l'editorial Lo libre occitan per a editar grans autors occitans com Joan Bodon i Max Roqueta.

## Obres
- Encyclopédie occitane (éditions Slatkine), 1989
- J.-G. Dastros : poète gascon, Saint-Christol, 1993
- Histoire chronologique de la civilisation occitane (en 3 volums) (éditions Champion/Slatkine), 1998
- Lavit de Lomagne, des origines a nos jours, 2003
- Dictionnaire biographique de la Lomagne, Cahiers de la Lomagne, 2007